# 메건 파크
메건 파크(Megan Park, 1986년 7월 24일 ~ )는 캐나다의 배우, 가수, 감독이다.

## 출연 작품

### 영화
- 신데렐라 스토리: 원스 어폰 어 송 (2011)
- 센트럴 인텔리전스 (2016) - 렉시 역

### 텔레비전
- 미국 십대의 비밀생활 (2008-13)